# Rebaix de monedes

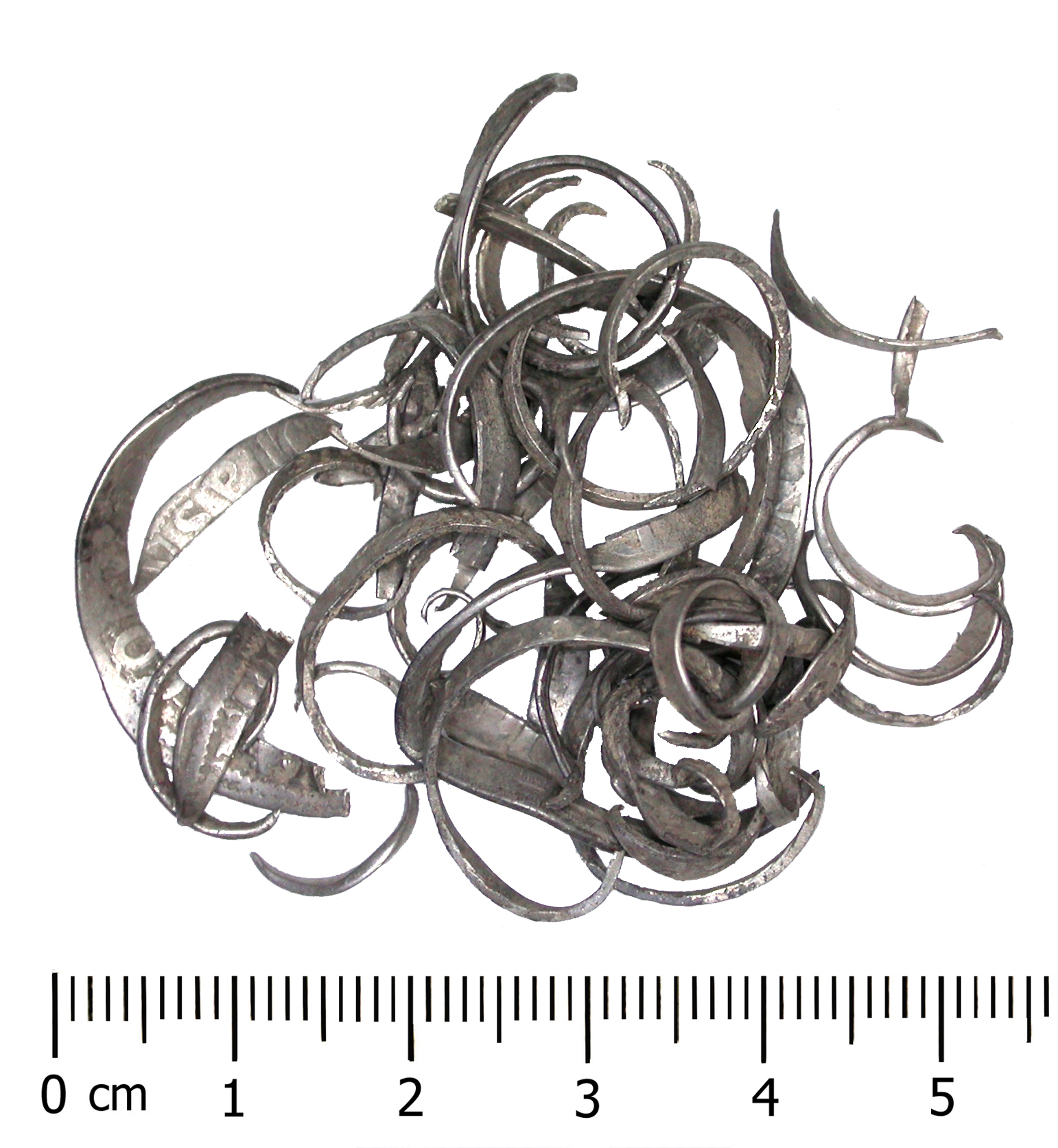
Una gran pila de retalls de monedes del o XVII descoberts a Derbyshire

El rebaix de monedes és l'acte de disminuir la quantitat de metall preciós en una moneda, mentre continua circulant al seu valor nominal. En ocasions alguns governs per inflar la quantitat de moneda en circulació, podien substituir part del metall preciós per un metall més barat al encunyar la moneda. Però en el cas d'un individu, el metall preciós es treia directament de la moneda, que es podia fer canviar de mans al seu valor nominal original, deixant un benefici. El desmantellament de monedes es podia fer mitjançant diversos mètodes, com ara retallar o raspar el metall de la circumferència de la moneda, o bé agitar les monedes en una bossa i recollir les partícules desgastades.

## Clipping
Ès l'acte de retallar o raspar una petita porció de la vora d'una moneda d'un metall preciós amb ànim de lucre. Amb el pas del temps, els retalls de metalls preciosos es podrien anar guardant i fondre en lingots o utilitzar-los per fer monedes noves.
La llei solia castigar el retall de monedes de una forma similar a la falsificació, i ocasionalment es castigava amb la mort, final que van tenir els falsificadors anglesos Thomas Rogers i Anne Rogers el 1690.
Fins i tot entre els pirates, es va considerar que el retall de monedes era un greu incompliment d'un tracte. La flota pirata de Henry Avery va atacar el vaixell del tresor Gunsway  el 1695 i va aconseguir una de les captures pirates més grans de la història.Es va comprovar que els pirates de William May havien intercanviat monedes retallades amb la tripulació d'Avery, Però al final Avery va acabar recuperant tot el tresor que havia compartit amb May i els seus homes i va anul·lar el tracte.
Per evitar el retall de les vores moltes monedes tenen la vora marcada amb ratlles (fresada o tornejada), o algun altre patró (p.e.text gravat ) que es destruiria si la moneda es retallés o raspés. Aquesta pràctica s'atribueix a Isaac Newton, que va ser nomenat  Mestre de la Moneda de Gran Bretanya el 1699. Tot i que el metall utilitzat en la majoria de les monedes modernes té un valor intrínsec insignificant, el fresat modern pot ser un element dissuasiu per a la falsificació, un ajut per als cecs per distingir monedes diferents o purament decoratiu.
- Un  siliqua  no retallada
- Siliqua 'parcialment retallada. '
- Un  siliqua  molt retallada